# Фиеста (фильм, 1947)
«Фиеста» (англ. Fiesta) — американский музыкальный фильм 1947 года.

## Сюжет
| Знаменитый матадор Антонио Маралес уже ушёл с арены. Сейчас он тренирует молодых людей, мечтающих сражаться с быками на арене. Антонио счастлив, когда у него родилась двойня – Марио и Мария. Антонио лелеет надежду, что Марио продолжит семейную традицию, но Марио не нравится занятие матадора, ему больше нравится заниматься музыкой. Он мечтает стать композитором, в чём его поддерживает мать. Зато Мария с удовольствием осваивает приёмы борьбы с быками и готова часами оттачивать технику. Еще ребёнком она научилась понимать быка на арене. Прошли годы. Брат и сестра повзрослели. Антонио считает, что пришло время Марио показать свои способности, выйдя на арену. В день своего 21-го дня рождения он должен сразиться с быком. Но Марио в этот день хочет поразить директора консерватории своей рапсодией. Маэстро Контрерас увидел талант Марио и хочет его забрать в Мехико, чтобы он изучал музыку. Но Антонио категорически против этого – Марио должен выйти на арену и прославиться как тореадор. Антонио не сказал сыну о приезде Контрераса и о приглашении в консерваторию. Марио не встретился с Контрерасом и очень опечален этим. По настоянию отца Марио выходит на арену, но Контрерас с трибуны уверяет его, что он должен посвятить себя музыке. Марио уходит с арены. Он считает, что отец предал его и уходит из дома. Мария возмущена тем, что газеты, не разобравшись, называют её брата трусом. Она уверена, что есть лишь один способ вернуть Марио домой и снять клеймо труса – выступить на арене под его именем. Переодевшись в мужской костюм, Мария выходит на арену и покоряет публику своим блистательным выступлением. Контрерас тем временем организовал исполнение рапсодии Марио по радио. Его произведение сразу полюбилось слушателям. Марио не понимает почему Контрерас поздравляет его с блестящим выступлением на арене и отговаривает от дальнейших боёв с быками. Но вскоре он понял, что на арене его заменяла Мария. Между тем, о подмене знает лишь верный помощник Антонио – Чато. Но всё тайное становится явным… |

## Производство
Съёмки происходили в Мексике, в штатах Пуэбла и Тласкала.

## В ролях
- Эстер Уильямс — Мария Моралес
- Аким Тамиров — Чато Васкес
- Рикардо Монтальбан — Марио Моралес
- Мэри Астор — сеньора Моралес
- Фортунио Бонанова — Антонио Моралес
- Гуго Гаас — Максимино Контрерас
- Джон Кэрролл — Хосе Ортега
- Сид Чарисс — Кончита

## Награды
- Номинация на «Оскар» за лучшую музыку к музыкальному фильму 1948 года — Джонни Грин.